# Sawonie (obwód miński)
Sawonie (biał. Савоні, Sawoni; ros. Савони, Sawoni) – wieś na Białorusi, w obwodzie mińskim, w rejonie stołpeckim, w sielsowiecie Wiśniowiec. 

## Historia
W dwudziestoleciu międzywojennym leżały w Polsce, w województwie nowogródzkim, w powiecie stołpeckim, w gminie Mir. W 1921 miejscowość liczyła 460 mieszkańców, zamieszkałych w 80 budynkach, w tym 427 Polaków i 33 Białorusinów. 252 mieszkańców było wyznania rzymskokatolickiego i 208 prawosławnego.
Po II wojnie światowej w granicach Związku Sowieckiego. Od 1991 w niepodległej Białorusi.

## Ludzie związani z miejscowością
W Sawoniach urodziła się Alena Anisim – białoruska opozycjonistka i posłanka do Izby Reprezentantów.